# Wallace Carothers
Wallace Hume Carothers, ameriški kemik, * 27. april 1896, Burlington, Iowa, ZDA, † 29. april 1937, Filadelfija, Pensilvanija, ZDA.
Glavno področje njegovega raziskovanja je bila organska kemija. Največja odkritja izvirajo iz časa njegovega dela za podjetje DuPont. Leta 1930 je Carothersev tim odkril sintetično gumo neopren, nekaj let kasneje mu je uspelo sintetizirati nylon. 6 let pozneje (1936) je postal prvi kemik iz gospodarstva, ki so ga izvolili v Ameriško akademijo znanosti. Leta 1937 je storil samomor in tako ni dočakal tržne slave nylona, ki so ga na tržišče uvedli nekaj let kasneje.